# 月亭かなめ
月亭 かなめ（つきてい かなめ、1965年11月20日 - ）は、日本の元漫才師。吉本興業に所属していた。現在は銀河亭 かなめ（ぎんがてい かなめ）という名で活動している。本名、時津要。

## 来歴
1984年3月、旧なんば花月の幕引き（舞台進行係）のアルバイトに就く。同年9月月亭八方に師事し、その二番弟子となる。
1985年、毎日放送『ザ・パーティー鶴瓶です』でテレビ初出演。共演者に桂出丸、笑福亭達瓶、桂あかべ。同年9月関西テレビ『秋の新商品カタログ』でネタ（漫談）初披露。共演者に今田耕司、ホンコン・マカオ、てつや他。
1987年、互いが落語家ユニット『ザ・パンダ』の弟子同士という繋がりを持つ桂きん太郎、桂楽珍、林家染八（後の5代目林家小染）とともに「DCブランド」というユニットを結成し、読売テレビ『気分はジャマイカ』にレギュラー出演する。
1988年には、『第9回今宮子供えびすマンザイ新人コンクール』開催の4日前に同じく吉本興業に所属するぜんじろうと漫才コンビ「月亭かなめ・ぜんじろう」を結成。結成したての即席コンビであるにもかかわらず同コンクールに出場し、見事福笑い大賞を受賞。
1989年『第10回ABC漫才落語新人コンクール』でも躍動感に溢れたダイナミックな漫才を展開し、最優秀新人賞を受賞。同年『第24回上方漫才大賞』では新人奨励賞を受賞。同年『第18回上方お笑い大賞』では銀賞を受賞。同年ぜんじろうとコンビを解散。
「月亭かなめ・ぜんじろう」解散後、月一創作落語会を開催していた。
1994年のミュージカル劇団ふるさとキャラバンの客演として全国ツアーに参加後芸能活動を休止し一般の職に就く。
母親の死去を機に銀河亭かなめとして2011年11月20日地元藤井寺での復帰ライブにて再始動。現在はライブを中心に営業活動中。

## テレビ
- 気分はジャマイカ（読売テレビ）
- 今夜はねむれナイト（関西テレビ）
- しっぽまでアンコ!（関西テレビ）
- 素敵!KEI-SHU5（関西テレビ）
- 早熟半熟なまたまご（朝日放送）
- グッバイ・エンジェル（中部日本放送）

## CM
- 読売新聞
- Joshin